# Експеримент на Милграм
Експериментът на Милграм е един от известните експерименти в психологията – проведен е от Стенли Милграм в Йелската университетска лаборатория. Милграм е американски социален психолог, който търси отговора на въпроса за принуждаващата и възнаграждаващата власт, които се основават на подчинението, а това от своя страна насочва към определена санкция или награда.
Мотивацията за поредицата от експерименти е поведението на подчинение, изразяващо се в съгласие, отстъпване пред натиска, като ясно се осъзнават наличните условия и ситуация, които пораждат поведение на контрол.
Причината за провеждането на поредицата от опити е била Втората световна война, където е извършван контрол над много хора под форма на легитимна власт. Нормативното влияние е обусловено от социален авторитет, пред който човек отстъпва и се подчинява при определени условия и който може да има страшни последици върху членовете на различните групи. Опитът е оспорван както от етична, така и от техническа гледна точка.
Първият от поредицата експерименти е проведен през 60-те години. Задачата му е да установи границата на подчинение на авторитета и властта, за да се види как дадената заповед причинява болка на друг невинен човек в името на „благородна“ кауза. За провеждането на експеримента е подадена обява във вестник, че се търсят доброволци за установяване способността за учене и запаметяване.
За целта авторитетът е представен от професор, облечен в лабораторна престилка. Жребият на доброволците кой е учител и кой – ученик, всъщност е манипулиран. В експеримента участват трима души: „професорът“ (или ръководителят на експеримента), „ученикът“ (т.е. „жертвата“, която е подставено лице) и истинското опитно лице – в случая това е „учителят“, без той да разбира за това.
Ръководителят разяснява на участниците, че всъщност ще бъде изследвано въздействието на наказанието и електростимулацията върху процеса на учене. Тестът изисква научаване на двойки думи в асоциации наизуст от ученика след прочитане от учителя и при неправилен отговор при проверка на съчетанията „жертвата“ трябва да бъде наказана с подаване на електрически импулси. В този случай учителят се намирал пред масивен генератор, а ученикът бил привързан към подобие на електрически стол и с електроди към китките. Генераторът имал табло с 30 деления (от 15 волта до 450 волта) – всяко деление наказвало с 15 волта повече от предходното. Обозначенията гласели: „Лек“, „Умерен“, „Среден“, „Силен“, „Тежък“, „Опасно: Много тежък шок“. Ако изследваното лице прояви нежелание да продължава да увеличава напрежението, експериментаторът („професорът“) използва четири подканяния, които са подредени по реда на казване. Ако първото не помогне, се преминава към второто и така до последното:
1. Моля, продължете или Моля, давайте нататък.
2. Експериментът изисква да продължите.
3. Абсолютно необходимо е да продължите.
4. Нямате друг избор, трябва да продължите.

Таблица за действията на подставеното лице:
| Напрежение | Реакция на „учениците“                           |
| ---------- | ------------------------------------------------ |
| 75 V       | мърморене (под носа, наподобяващо грухтене)      |
| 120 V      | викове на болка                                  |
| 150 V      | казва, че не иска вече да участва в експеримента |
| 200 V      | крясъци, „кръвта във вените може да се смрази“   |
| 300 V      | отказва да отговаря вече                         |
| над 330 V  | мълчание                                         |

Задачата на „учителя“ била при подаване на грешен отговор от страна на ученика да повишава подаваното напрежение (увеличавайки болезнените усещания от електрическия ток) под указанията на ръководителя.
Както се спомена, всичко е инсценирано и ученикът знае, че няма място за притеснение и тревога. „Жертвата“ е в роля, но опитното лице в ролята на учителя не знае това, а апаратурата само външно прилича на истинска.

## Резултати
Следната таблица представя броя на подложилите се на експеримента (брой=40), които прекратяват участието си в зависимост от силата на последно приложените токови удари.
| Напрежение (Волт) | до 300 V | 300 V | 315 V | 330 V | 345 V | 360 V | 375 V | 390 V до 435 V | 450 V |
| Брой Vpn: Спиране | 0        | 5     | 4     | 2     | 1     | 1     | 1     | 0              | 26    |

Интерпретация: 26 души в случая достигат до максимално напрежение от 450V и само 14 прекратяват опита преди това.
Таблицата по-долу дава причинната връзка в максималните шокове и изкривяванията помежду им, току-що изразен от среден към силен звуков шок от насочването, за да се стигне до споразумението във вариантите и условията на опита (изпитванията), от изпитващия (учителя) към изпитвания (ученика).
| Условия                | Съотношение на изпитванията(Vpn): Максимум | ø Напрежение |
| ---------------------- | ------------------------------------------ | ------------ |
| Отдалеченост в стаята  | 65 %                                       | 405 V        |
| Звукова обратна връзка | 62,5 %                                     | 367,5 V      |
| Близост в стаята       | 40 %                                       | 312 V        |
| Контактна близост      | 30 %                                       | 268,2 V      |